# Alfred Grünwald
 (novembre 2023).
 (avril 2022).
Alfred Grünwald est un librettiste autrichien, né le 16 février 1884 à Vienne et mort le 25 février 1951 à New York.
Il est principalement connu pour ses collaborations avec des compositeurs tels que Franz Lehár, Emmerich Kálmán et Robert Stolz. Actif durant l’âge d’or de l’opérette viennoise, il a contribué à de nombreux succès du genre dans les années 1920 et 1930.
De confession juive, Grünwald a fui l’Autriche après l’Anschluss de 1938 pour échapper aux persécutions nazies. Il s’est réfugié aux États-Unis, où il a poursuivi sa carrière dans le domaine du théâtre et de l’écriture jusqu’à sa mort à New York en 1951.

## Biographie

### Jeunesse et formation
Alfred Grünwald est le fils de Moritz Grünwald, un fabricant de chapeaux originaire de Budapest, et de son épouse, Emma Donath.
Il travaille dans un atelier de fourrure. Il est en même temps figurant et choriste dans des théâtres viennois. Il travaille aussi pour une agence de théâtre. Il écrit des feuilletons et des critiques de théâtre pour le Neues Wiener Journal.

### Vie de famille
Son fils Henry Grunwald fut ambassadeur des États-Unis en Autriche de 1988 à 1990.

### Carrière de librettiste
Il écrit des sketchs et des pièces en un acte pour des cabarets comme le Ronacher, s'inspirant du vaudeville français des années 1890. En 1909, il écrit avec Julius Brammer son premier livret pour Elektra, opérette parodique en un acte de Béla Laszky. Pour les opérettes de Paul Abraham et d'Oscar Straus, il s'associe avec Fritz Löhner-Beda. Il écrit aussi avec Gustav Beer et Ludwig Herzer.
Il est lieutenant pendant la Première Guerre mondiale et continue à écrire.
Il écrit de nombreux textes pour des chansons et des opérettes, avec les compositeurs Paul Abraham, Leo Ascher, Joseph Beer, Nikolaus Brodszky, Willy Engel-Berger, Edmund Eysler, Leo Fall, Emmerich Kálmán, Maurice Lindemann, Franz Lehár, Paul Pallos, Rudolf Sieczyński, Oscar Straus et Robert Stolz.

### Exil
Lors de l'Anschluss, Alfred Grünwald est arrêté par la Gestapo. Libéré, il s'enfuit à Brno, puis à Prague et à Zurich avant d'émigrer à Paris. En 1940, il part à Lisbonne et à Casablanca, puis aux États-Unis.
Il adapte ses opérettes aux théâtres de Broadway. Avec Mister Strauss goes Boston, il donne son premier livret d'opérette en anglais le 6 septembre 1945. Après douze représentations, l'opérette est arrêtée. Grünwald ne connaîtra plus le succès, comme avant la Seconde Guerre mondiale.

### Mort
Il meurt le 24 février 1951 d’une crise cardiaque.
Son dernier travail est le livret écrit avec Gustav Beer pour l'opérette Arizona Lady d'Emmerich Kálmán. Il est donné en 1954. Charles Kálmán, le fils du compositeur, a terminé la musique de son père.

## Œuvre
- Elektra, opérette (avec Julius Brammer), musique : Bela Lasky, 1905
- Die lustigen Weiber von Wien, opérette, musique : Robert Stolz, 1908
- Die Dame in Rot, opérette (avec Julius Brammer), musique : Robert Winterberg, 1911
- Hoheit tanzt Walzer, opérette (avec Julius Brammer), musique : Leo Ascher, 1912
- Der lachende Ehemann, opérette (avec Julius Brammer), musique : Edmund Eysler, 1913
- Die ideale Gattin, opérette (avec Julius Brammer), musique : Franz Léhar, 1913
- Die schöne Schwedin, opérette (avec Julius Brammer), musique : Robert Winterberg, 1915
- Die Kaiserin, opérette (avec Julius Brammer), musique : Leo Fall, 1916
- Die Rose von Stambul (de), opérette (avec Julius Brammer), musique : Leo Fall, 1916
- Bruder Leichtsinn, opérette (avec Julius Brammer), musique : Leo Ascher, 1917
- Das Sperrsechserl, opérette (avec Julius Brammer), musique : Robert Stolz, 1920
- Der letzte Walzer, opérette (avec Julius Brammer), musique : Oscar Straus, 1920
- Die Bajadere, opérette (avec Julius Brammer), musique : Emmerich Kálmán, 1921
- Die Tangokönigin, opérette (avec Julius Brammer), musique : Franz Lehár, 1921
- Die Perlen der Cleopatra, opérette (avec Julius Brammer), musique : Oscar Straus, 1923
- Mädi, opérette (avec Leo Stein), musique : Robert Stolz, 1923
- Comtesse Maritza, opérette (avec Julius Brammer), musique : Emmerich Kálmán, 1924
- La Princesse de cirque, opérette (avec Julius Brammer), musique : Emmerich Kálmán, 1926
- Die gold’ne Meisterin, opérette (avec Julius Brammer), musique : Edmund Eysler, 1927
- Die Herzogin von Chicago, opérette (avec Julius Brammer), musique : Emmerich Kálmán, 1928
- Das Veilchen vom Montmartre, opérette (avec Julius Brammer), musique : Emmerich Kálmán, 1930
- Viktoria und ihr Husar, opérette (avec Fritz Löhner-Beda), musique : Paul Abraham, 1930
- Die Blume von Hawaii, opérette (avec Fritz Löhner-Beda), musique : Paul Abraham, 1931
- Ball im Savoy, opérette (avec Fritz Löhner-Beda), musique : Paul Abraham, 1932
- Eine Frau, die weiß, was sie will, opérette, musique : Oscar Straus
- Venus in Seide, opérette, musique : Robert Stolz
- Märchen im Grand-Hotel, opérette (avec Fritz Löhner-Beda), musique : Paul Abraham, 1934
- Dschainah, das Mädchen aus dem Tanzhaus, opérette (avec Fritz Löhner-Beda), musique : Paul Abraham, 1935
- Polnische Hochzeit, opérette (avec Fritz Löhner-Beda), musique : Joseph Beer, 1937
- Roxy und ihr Wunderteam, opérette (avec Hans Weigel), musique : Paul Abraham, 1937
- Bozena, opérette (avec Julius Brammer), musique : Oscar Straus, 1952